# Judah P. Benjamin
Judah Philip Benjamin, (Sankt Croix, Dán Nyugat-India, 1811. augusztus 6. – Párizs, 1884. május 6.) a királynő jogtanácsosa (Queen's Counsel, QC: tiszteletbeli cím az angol jogi rendszerben), az Amerikai Egyesült Államok louisianai szenátora, az Amerikai Konföderációs Államok kabinetjének tagja volt több minőségben. Az amerikai polgárháborúban elszenvedett konföderációs vereség után elmenekült és az Egyesült Királyságban keresett menedéket. Ügyész és ügyvéd foglalkozást űzött a királyi udvarnál. Benjamin volt az első zsidó, aki bekerült egy észak-amerikai ország kormányába és az amerikai szenátusba is beválasztották, anélkül, hogy elvetette volna hitét.
Benjamin szülei spanyol és portugál szefárd zsidók voltak, akik Londonban éltek, míg a napóleoni háborúk idején megszállt Dán Nyugat-Indiába emigráltak, St. Croix-ba. Nagyobb lehetőséget látva továbbmentek az Egyesült Államok földjére és Charlestonban telepedtek le, Dél-Karolinában. Judah a Yale Egyetemre járt, de diploma nélkül félbehagyta. New Oreansbe költözött, ahol jogot tanult és ügyvéd lett.
Benjamin gyorsan fejlődött a tárgyalóteremben és a politikában is. Vagyonos ültetvényessé vált és rabszolgákat vett és beválasztották Louisiana törvényhozásának alsó- és felsőházába képviselőnek, illetve szenátornak. 1852-ben az Egyesült Államok kongresszusi képviselője lett. A kongresszusban tetszetős szónoklatokban védte a rabszolgatartás jogosságát. Louisiana 1861-ben történő elszakadásakor Benjamin lemondott mandátumáról és visszatért New Orleansba. Ezt követően nem sokkal később Richmondba utazott, ahol Jefferson Davis elnök kinevezte államügyésszé. Benjamin ebbéli minőségében keveset tett azon kívül, hogy meggyőzte Davist rátermettségéről, aki a poszt felszabadulásakor hadügyminiszterré léptette elő. Benjamin szilárdan támogatta Davist és az elnök lojalitásáért saját bizalmát helyezte belé. Mikor 1862 márciusában Benjamint hadügyminiszteri tevékenységét többfelől is kritika érte, például a Roanoke Island-i ütközet elvesztése miatt, az elnök elmozdította, de pénzügyminiszterré tette.
Külügyminiszterként Benjamin megpróbálta elérni, hogy a Második Francia Császárság és Egyesült Királyság ismerje el a Konföderációt, de erőfeszítéseit végső soron nem kísérte siker. A Konföderáció helyzetét rontó katonai vereségeivel párhuzamosan egyre elkeseredettebben próbálkozott, végül eljutva a rabszolgák felszabadításáig és felfegyverzéséig a háború végén. Próbálkozásait csak részlegesen fogadták el a háború utolsó hónapjában. Davis 1865 áprilisában elmenekült Richmondból és Benjamin is vele tartott. Később saját menekülőutat talált, mely sikeresebbnek bizonyult Davisnél, akit az Uniós csapatok elfogtak. Benjamin ezzel szemben hajóra tudott szállni és kikerülve a blokádot az Egyesült Királyságba ment és magával vitte a Konföderáció pénztartalékát is. Új életet kezdve udvari ügyvéddé és ügyéssze vált, s ezzel ismét az uralkodó körök tagjává vált. 1883-ban visszavonult és következő évben meghalt Párizsban.

## Ifjúsága
Judah Philip Benjamin 1811. augusztus 6-án született St. Croix-ban, a Dán Nyugat-India (ma Amerikai Virgin-szigetek) szigeten, egy a napóleoni háborúk idején brit megszállás alá került dán szigeten. Szülei szefárd zsidók voltak, akik Londonban házasodtak össze. Az apa Philip Benjamin Nevis szigetén született és felesége Rebecca de Mendes névre hallgatott. Philip és Rebecca bolti eladók voltak és a Nyugat-Indiára vándoroltak ki a jobb élet reményében. Judah hét gyermekük közül harmadikként született és ugyanazt a nevet kapta, amit bátyja, aki csecsemőkorában meghalt. A szefárdok némelyike által követett hagyomány szerint apai nagyapja után lett elnevezve, aki a körülmetélését is végezte. A család üzleti lehetőségei korlátozottak voltak, mert a Dán Nyugat-India a brit okkupáció ellenére kereskedelmi blokád alatt maradt. 1813-ban a család továbbállt az észak-karolinai Fayetteville-be, ahol rokonaik laktak. Philip nem volt elégedett a fayetteville-i üzlettel sem, ezért 1821-ben Charlestonba költöztek a családdal. Ebben a városban élt az Egyesült Államok legnagyobb zsidó közössége és szintén híres volt vallási türelméről. Benjamin vallásilag rendkívül művelt volt, de mint üzletember nem kísérte szerencse; így Rebecca kikötőbeli gyümölcsárus pultjából keresett pénzre fanyalodtak, mely elég pénzt keresett a család fenntartásához. Philip unokatestvére és egyik üzletfele volt Moses Elias Levy, aki az 1820-as évek elején vándorolt be az Egyesült Államokba, szintén a Nyugat-Indiákról érkezve.
Judah és két testvére másfél évig a rokonoknál maradt Fayetteville-ben, míg szüleik Charlestonban dolgoztak. Judah a Fayetteville Academy iskolájába járt, ahol magas intelligenciáról tett tanúbizonyságot és elismerték tanulmányi eredményeit. Charlestonba költözve apja megalapította az Egyesült Államok első reformista gyülekezetét. Azt a gyakorlatot honosította meg, hogy rövidebb istentiszteletet tartottak és azt inkább angolul, semmint héberül celebrálták. Philip Benjamint egy idő után a közösség kitaszította, mivel a Sábát megtartását is elhanyagolta. Judah vallásos neveltetését bizonytalanság veszi körül. Értelmi képessége már Charlestonban is kitűnt és ezáltal kapott pénzügyi segítséget oktatásához.
14 éves korában, 1825-ben Judah beiratkozott a Yale Egyetemre, mely a déliek között népszerű volt, pl. John C. Calhoun dél-karolinai származású alelnök is az öregdiákjai közé tartozott. Judah jó tanuló volt a Yale-en, de 1827-ben hirtelen otthagyta és sosem fejezte be tanulmányait. Ennek oka bizonytalan: 1861-ben, mikor Louisiana kivált az Unióból és Benjamin lemondott szenátusi mandátumáról, egy abolíciós újság azt írta, hogy lopáson érték a Yale-en. Benjamin pert fontolgatott, de ahhoz vissza kellett volna térnie az Egyesült Államok területére, ami a háborúval lehetetlenné vált. 1901-ben egyetlen életben levő osztálytársa azt írta, hogy Benjamint szerencsejátékon kapták. Robert Meade, életrajzírója számba vette, és az elvetéshez túl soknak ítélte a helytelen cselekedetre vonatkozó utalásokat, de megjegyezte, hogy a Yale elhagyásakor mindössze 16 éves volt.
Benjamin röviden hazatért Charlestonba, majd útnak indult New Orleansba. Bertram W. Korn rabbi a városi zsidókról szóló műve szerint, „1828-ban megérkezett New Orleansba, és csak eszével, sármjával és mindenevő elméjével felfegyverkezve, no meg határtalan energiával, hogy megtalálja a helyét a nap alatt.” Egy ideig kereskedőként dolgozott, majd irodai munkára váltott egy ügyvédcégnél, ahol maga is ügyvédbojtárként jogot tanult. A Louisiana állambeli joghoz szükséges volt a megfelelő francia nyelvtudás és a francia és spanyol joganyagon nyugvó lousianai jog ismerete. A pénzkeresethez franciaajkú kreolokat tanított angolul; így ismerkedett meg Natalie Bauché de St. Martinnal is, aki a franciatanára volt. 1832 végén, 21 évesen elnyerte a jogosultságot, hogy ügyvédként járulhasson a bíróság elé.
1833 elején elvette feleségül Natalie-t, aki egy tehetős, katolikus francia kreolcsalád leánya volt. Hozománya részeként 3000 dollárt kapott és két rabszolgalányt, akik 11 és 16 évesek voltak és közösen 1000 dollár volt az értékük. Még házasságuk előtt Natalie St. Martin felháborította a New Orleans-i közösséget a viselkedésével. William De Ville házasságról szóló naplóbejegyzésében megjegyzi, hogy „a St. Martin család nagyon is jól viselte, hogy megszabadulnak fiatal lányuktól” és hogy „Benjamint valósággal megzsarolták, hogy vegye el Natalie-t és ő habozás nélkül megtette, hogy további céljait előmozdítsa.”
A házasság nem bizonyult boldognak. Az 1840-es évekre Natalie Benjamin Párizsban élt egyetlen közös gyermekükkel, Ninette-tel, akit magához hasonlóan katolikus nevelésben részesített. A lány neve Anne Julie Marie Natalie Benjamin volt. Benjamin évente meglátogatta őket. Az 1850-es évek végén, immár szenátorként sikerült meggyőznie Natalie-t, hogy költözzön hozzá Washingtonban, ahol egy fényűzően berendezett házban éltek. Amikor Natalie és leányuk Franciaországba indultak, Benjamin nyilvános megszégyenítés tárgya lett, hogy képtelen maga mellett tartani feleségét, és elárvereztette a háztartás bútorait és egyéb eszközeit. Pletykálták, hogy Benjamin impotens és Natalie hűtlen.

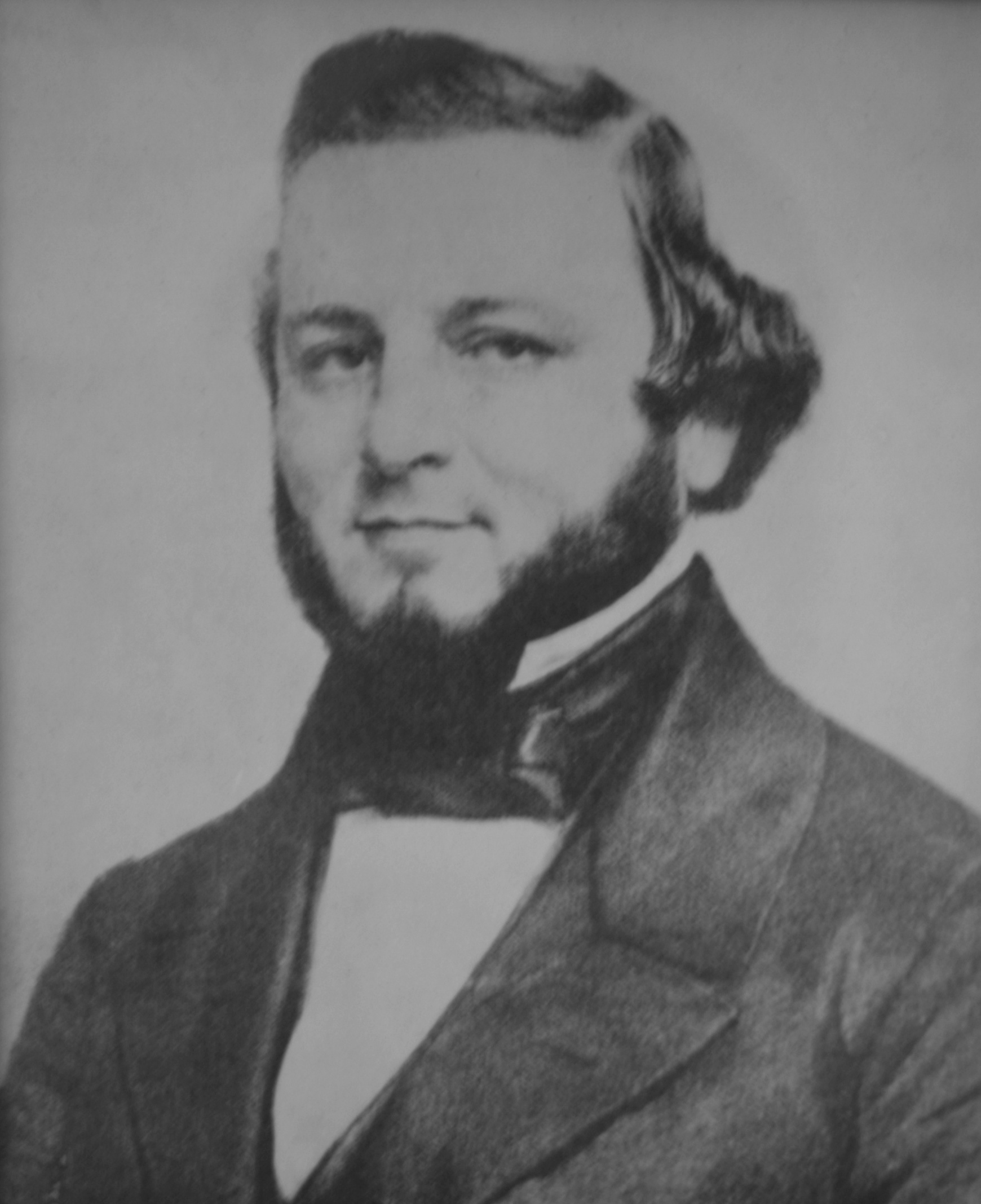
Judah P. Benjamin ifjúkori fotója a Gamble Plantation Mansion-ben, a floridai Ellentonból.

A házasság rendhagyó volta találgatásoknak adott terepet Benjamin homoszexualitására vonatkozóan. Daniel Brook 2012-ben írt cikket róla és ebben azt sugallja, miszerint az eddigi életrajzokból úgy tűnik, mintha írói tipikus homoszexuális emberként ábrázolják, miközben saját maguk egyértelműen heteronormatív szemüveget viselnek, s ezáltal kétséges, hogy tudják-e miről beszélnek. Ezeknek a következtetéseknek 2001-ig nem volt írottan nyoma, mikor is Meade életrajzának újrakiadása után William C. Davis történész elsőként leírta, hogy a korábbi találgatásoknak megfelelően Benjamin homoszexuális volt.

## Louisianában végzett ügyvédi munkája

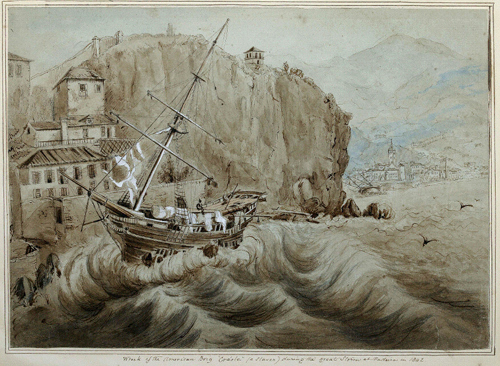
A Creole nevű briggről készült rajz. Emily Genevieve Smith alkotása.

Benjamin első ügyét az állami Legfelsőbb Bíróságig juttatva nyert frissen megnyílt ügyvédi praxisa első pár hónapjában. Ennek ellenére az ügyfelek ritkán jöttek az első évben. 1834-ben elég időt tudott találni Thomas Slidellel a Digest of the Reported Decisions of the Superior Court of the Late Territory of Orleans and the Supreme Court of the State of Louisiana(A volt Orleansi territórium és Louisiana állam Legfelsőbb Bíróságának döntési kivonata) megírásához, ami 6000 tárgyalás ügyiratának analízisére épült. A könyv azonnali sikerkiadvány lett és nagyban segített Benjamin karrierjét beindítani. Slidell 1840-ben elkészített egy új kiadást a könyvből, de ezúttal egyedül dolgozott rajta, mert Benjamin túlságosan elfoglalt volt a jogi ügyek bíróság elé vitelével.
Benjamin a kereskedelmi jog szakértője lett, amiből New Orleans forgalmas kikötőjében, a nemzetközi kereskedelem és a rabszolgapiac centrumában volt bőven. 1840-re a város az Egyesült Államok negyedik legnagyobb településévé és vagyonossá vált. Az ország legjobb ügyvédei közül sokat praktizáltak a kereskedelmi jogot szakértőjeként és Benjamin egyike volt a sikereseknek. Az egyik ügyében egyszer sikeresen megvédte egy rabszolga eladóját azzal a váddal szemben, hogy tudomása lett volna a rabszolga gyógyíthatatlan tuberkulózisáról. Benjamin néha perelt büntetőügyekben is, de szívesebben vett részt a kereskedelmi perekben és ennek szakértőjének tartotta magát.

### ACreoleügye
1842-ben nemzetközi kihatású ügyek egy csoportjában vett aktív részt. Biztosítótársaságok képviseletére kérték fel, melyeket bepereltek az 1841-ben a Creole hajón fellázadt rabszolgák ellenértékének megtérítésére. A Creole partmenti rabszolga-kereskedelmi járat volt Virginia és New Orleans között, lázadók pedig a hajót Bahama-szigeteki Nassaura irányították, brit fennhatóság alá, ahol a jogállás szerint már 1834-ben eltörölték a rabszolgaságot, így szabad emberként távozhattak. A tulajdonosok 150 000$ értékre perelték a biztosítókat, akik megtagadták a fizetést. Benjamin érvek tárházát vonultatta fel, melyek legkiemelkedőbbje az volt, hogy a tulajdonosok maguk idézték elő a lázadást a hajó zsúfolttá tételével.
Benjamin összefoglalójában így fogalmazott a bíróság előtt:
|  | „Mi a rabszolga? Emberi lény. Vannak érzései és intellektusa. Szívét, akárcsak a fehér emberét szeretet dagasztja, féltékenység égeti, bánat keseríti, kényelmetlenség és korlátozás alatt betegeskedik, revansvágy forralja, és örökké a szabadság iránt sóvárog ... Megfontolás tárgyává téve a rabszolga jellemét, és különleges természet adta szenvedélyét, melyet különleges helyzete vált ki és megerősít, látható, hogy a mindenkori közeljövőben kész a lázadásra, és örökké azt lesi, hogyan nyerhetné el a szabadságát, ha az alkalom kínálkozik.” |
|  | |

A bíróság a biztosítók pártját fogta, noha más megfontolásból. Benjamin összefoglalóját abolicionista körök nyomtatták ki és terjesztették. Eli Evans történész, Benjamin életrajzírója nem hitt benne, hogy a Creole ügyében előterjesztett érvelést Benjamin személyesen is vallotta volna, inkább amondó volt, hogy kliensei ügyvédjeként szokásban volt drámai köntösbe öltöztetni a mondanivalóját, hogy érvelése gyenge pontjairól elterelje a figyelmet. Evans szerint megjegyzendő és Benjamin jellemére fölöttébb valló, hogy meg tudta választatni magát a rabszolgatartó louisianai polgárháborút megelőző társadalomban ilyetén szavak leírása után is.

## A louisianai politikában

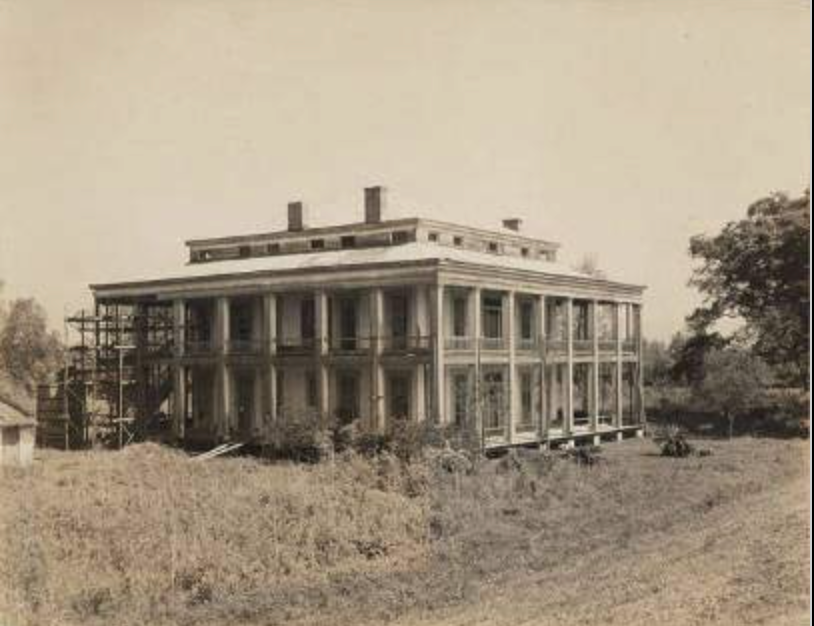
A Belle Chasse-i birtok háza kb. 1926-ban, mikor az akkori tulajdonos megszerezte. Belle Chasse (szó szerint „szép vadászat” franciául) akkor már elhanyagolt állapotban volt. Az 1930-as években tönkrement. Benjamin még az 1850-es évek elején eladta a birtokot, miután Washingtonba költözött az Egyesült Államok szenátorának.

Benjamin a Whig pártot támogatta annak 1830-as évek elején való létrehozása óta. A pártpolitikában egyre inkább elmélyülve 1841-ben jelöltette magát a New Orleans-i városi tanács választásán, de nem nyerte el a bizalmat. 1842-ben jelölték a louisianai törvényhozásba képviselőnek és meg is választották, noha a demokrata párt szerint választási csalást követtek el. Állításuk szerint a whig támogatók hamis kocsispapírokkal kerülték ki a cenzus számára megállapított birtoknagyságot. A választójoghoz nem a kocsi meglétét kellett igazolni, hanem a kocsizási engedély is elegendő volt a vizsgálatot végző hivatalnok számára. A Demokrata párttal rokonszenvező média Benjamint tette felelőssé a stratégiáért. 1844-ben a törvényhozás alkotmányozó gyűlést szavazott meg és New Orleansból Benjamint delegálták erre. A konvención Benjamin sikerrel opponálta a rabszolgák háromötöd embernek való számítását az állami választásokon, amiképp azt a szövetségi választáson a törvény előírta. Az ellenzők győzelmével a rabszolgákat nem számolták az állami természetű választásokon. Evans szerint taktikus, udvarias és kompromisszumkész modorával lenyűgözte a politikailag érzékeny közegeket szerte az államban.
Az 1840-es évek első felére Benjamin gazdag jogásszá vált és egy partnerrel összeállva vásárolt egy Bellechesse nevű cukornádültetvényt. Az ültetvény és rajta épülő nagy ház építése hozzájárult politikai ambícióihoz, mert az Louisianában az ültetvényesek uralták a politikai közéletet és elsősorban saját osztályukban, a más ültetvényesekben és rabszolga-tulajdonosokban bíztak. Házassága éppen csak papíron létezett és titokban abban reménykedett, hogy felesége boldog lesz az ültetvényen. Benjamin energiáit Bellechasse fejlesztésébe vetette és új cukornádfajtákat importált, valamint modern felszerelést és kitermelési és finomítási módokat honosított meg. 140 rabszolgát vásárolt, hogy az ültetvényen dolgozzanak és humánus tulajdonosnak bizonyult.
Az 1840-as végén visszavett politikai aktivitásából, mert birtoka és jogi praxisa lefoglalta. Édesanyja, Rebecca, akit New Orleasba hozatott 1847-ben sárgaláz járványban meghalt. 1848-ban whig jelöltként bekerült az elektori hivatalba; egy másik louisianai ültetvényesre, Zachary Taylor tábornokra voksolt, akit meg is választottak elnöknek. Más állambeliekkel együtt Washingtonba utazott Taylor beiktatására, majd részt vett egy vacsorán, melyet a távozó elnök James K. Polk adott. 1850-ben Taylor elhunyta után Millard Fillmore alelnök vette át az elnöki hivatalt és ő jelölte Benjamint Kalifornia északi részének főbírájává. A szenátus jóváhagyta a jelölést, de Benjamin nem fogadta el, mert a fizetés csak évi 3500$ volt. A rákövetkező évben Benjamin segített az államügyésznek New Orleansban vád alá helyezni azokat a kalandorokat, akik felkelést próbáltak szítani a spanyol uralom alatt élő Kubában. Kétszer próbálkoztak, de az esküdtszék mindkétszer döntésképtelennek mutatkozott.

### A mexikói vasút

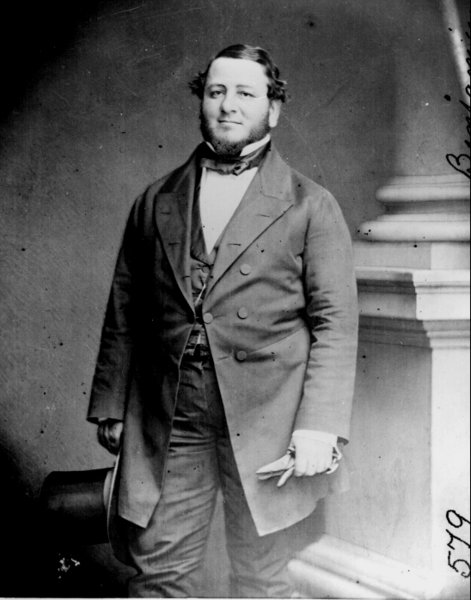
Matthew Brady felvétele valamikor 1860 és 1865 között.

Benjamin New Orleans és Kalifornia közötti kereskedelmi kapcsolatokat akarta erősíteni és ennek érdekében szorgalmazott egy infrastrukturális beruházást a mexikói Oaxaca államban. A mexikói szárazföldön keresztül vezető személy- és tehervonat szállítmányaival felgyorsult volna a hajóút a két országrész között. A The New York Times szerint 1852-ben beszédet mondott a vasútépítők gyűlésén az ügyben. Benjamin szerint ez a kereskedelmi útvonal „New Orleanshoz tartozik. A hozzájuk tapadó kereskedelem teszi az országokat birodalommá.” Benjamin törvényhozási honatyák előtt lobbizott a projekt érdekében, New York-i bakárok befektetéseit kezelte és még az építőcsapatok szervezésében is segített. Privát leveleiben a támogatókat figyelmeztette a a problémákra; a munkásokat sárgaláz kínozta, az építőanyag-szállítmányok viharos tengeren keresztül szállíttattak és a mexikói, illetve az Egyesült Államok döntéshozóira való várakozás alatt az építési költségek nőttek. A támogatók végül több százezer dollárt invesztáltak a projektbe, melynek az amerikai polgárháború vetett véget.

### Szenátori választása
Benjamin 1851 nyarát külföldön töltötte, Párizsba utazott Natalie-t és Ninette-et meglátogatni. 1851 októberében, mikor még úton volt, a louisianai whigek jelölték állami szenátornak. Távolléte ellenére simán megválasztották. Amikor az újjáválasztott törvényhozás 1852 januárjában összeült, a whigek vezető alakjaként kiemelkedő Benjamin egyike lett az 1853. március 4-én megüresedő Egyesült Államok szenátori széke várományosainak. Ekkoriban, egészen az 1913-ban elfogadott 17. Alkotmánykiegészítésig a louisianai törvényhozás tagjai választották a szövetségi szenátorokat. Ezek az 1845-ös alkotmány értelmében kétévente találkoztak és nem volt előretervezett találkozójuk a szenátori szék megüresedése előtt. Néhány whig úgy gondolta, hogy Benjamin még túl fiatal és tapasztalatlan a maga negyven évével, noha kétségtelenül tehetséges. A whig törvényhozási frakció második szavazásra mellette voksolt és így a képviselőház megválasztotta a demokrata párti Solomon W. Downsszal szemben.
Millard Fillmore távozó elnök felajánlotta, hogy mint whig párttársát beajánlja Benjamint a Legfelsőbb Bíróság jelöltjének. Az előző jelöltet a szenátus demokratái leszavazták. A The New York Times 1853. február 15-i cikke szerint, „ha az elnök Benjamint jelöli, a demokraták meg fogják őt szavazni”. Az új elnök, Franklin Pierce Demokrata Párt tagja volt, de ugyanazt ajánlotta fel Benjaminnek, mint Fillmore: ajánlást a Legfelsőbb Bíróságba. Pierce Butler 1908-ban íródött életrajzában azt állítja, hogy Benjamin, mint újonnan megválasztott szenátor, valószínűleg elhárította ezeket az ajánlatokat, mert egyrészt passzívabb politikai utat kínáltak neki, másrészt szenátorként megtarthatta jövedelmező jogi vállalkozását, míg a Legfelsőbb Bíróság bírájaként ez összeférhetetlen lett volna. A saját irodája által képviselt 18 ügyből, amely eljutott a Legfelsőbb Bíróságig, 13-at megnyert.
Benjamin 1853. március 4-én tehát szenátori esküt tett a Pierce elnök beiktatása előtt összehívott ülésen. Új kollégái között volt Stephen A. Douglas illinois-i, Robert M. T. Hunter virginiai és Sam Houston texasi szenátor. A rabszolgaság kérdése újra felmerült, mikor az ország nagyrészt az 1850-es kompromisszum elfogadását kívánta rendezni a fennálló konfliktust. Amikor a szenátus nem ülésezett, Benjamin Washingtonban maradt és jövedelmező jogügyleteket bonyolított a Capitoliumban levő szobájából, többek között Legfelsőbb Bíróság elé is vitt pereket. Eközben New Orleansban maradt üzlettársai elvégezték a cég ottani megbízatásait. Körülbelül ekkor Benjamin eladta a bellechesse-i birtokot, mivel nem maradt rá ideje, hogy az ültetvénnyel foglalkozzon.

### A rabszolgaság prókátora
Benjamin rabszolgatartásra vonatkozó világlátását az befolyásolta, hogy az alkotmány ezt az állampolgárok magántulajdonáról szóló kérdéskörébe utalta. Butler úgy fogalmaz, hogy „nem tudta belátni, hogy északiak számára a rabszolgák ellopása minőségi különbséget jelentene ahhoz képest, hogy mondjuk saját maga próbálna egy lovat ellopni”. Kerülte azokat az érveket, hogy a rabszolgák alacsonyabb rendű teremtmények lennének és hogy helyzetüket Isten rendelte el. Evans ezt annak tulajdonítja, hogy Benjamint nem nevelték rabszolga-tulajdonosnak, hanem csak későbbi életében vált azzá. Benjamin maga is annak az elterjedt véleményen volt, hogy a négerek még sok évig nem készülnek föl az emancipációra. A felszabadítás emiatt sokukat tönkretenné és gyilkosságokhoz és erőszakhoz vezetne korábbi tulajdonosaikkal és családjukkal szemben. Az ilyen mészárlástól a déliek a Haiti forradalomtól kezdve féltek, melyet itt Santo Domingói lázadás néven ismertek. Haitin a néger lázadók köztudottan sok fehér embert és mulattot gyilkoltak meg, míg 1804-ben függetlenséget vívtak ki Franciaországtól. Amikor 1852-ben megjelent Harriet Beecher Stowe tollából a Tamás bátya kunyhója című, páratlan sikerű rabszolgaságellenes könyve, Benjamin szót emelt ellene. Szavai szerint a rabszolgák a legtöbb esetben jól vannak tartva, az ültetvények büntetései, a korbácsolás és a megbélyegzés sokkal emberségesebb, mint a börtönbe zárás, ami fehéreket fenyegeti északon a hasonló esetekben.
1854 első felében Douglas szenátor beterjesztette a Kansas–Nebraska-törvény javaslatát, amely a népszuverenitás elvére támaszkodva hívott fel Kansas és Nebraska államban helyi referendum alapján rendezni az állam berendezkedését. Az ilyen szavazások eredményeképpen a rabszolgaság, vagy kiterjedhettek volna az 1820-as Missouri kompromisszum által rabszolgamentesített territóriumokra. A törvénytervezet megvitatásán Benjamin „apáink hagyományához való visszatérés” esetét látva benne védelmezte a változtatást annak érdekében, hogy a szövetségi kabinet ne törvénykezzen a rabszolgatartás témakörében. Kijelentette, hogy a Dél másra sem vágyik ezzel kapcsolatban, mint hogy békén hagyják. A törvény megszületett, de passzusai gyökeres változást hoztak a politikában, mivel az 1820-as és 1850-es kompromisszumokkal lezárt észak-déli konfliktust újranyitották. A Whig pártot szakadásba, majd megszűnésbe kergette a konfliktus, és sok északi whig a Republikánus párt mellett kötött ki, melyet a rabszolgaság ellen hoztak létre. Benjamin megmaradt a Whig párt mellett 1854 és 1855 folyamán, de mivel a törvényhozásban kisebbségben voltak, sok hatást gyakorolt és nem kapott fontos bizottsági helyeket sem.
1856 májusában Benjamin belépett a Demokrata pártba, leszögezve, hogy elvei a régi whig-párt vonalának felelnek meg. A választóknak írt levelében jelezte, hogy az északi whigek nem szavazták meg a déli államok számára fontos jogok fenntartását az alkotmányban, s ezért a whig, mint nemzeti párt megszűnik.
Egy Franklin Pierce által adott állami vacsorán Benjamin megismerkedett Jefferson Davis hadügyminiszterrel, kinek felesége Varina úgy jellemezte a louisianai szenátort, mint „inkább humoros szórakoztató, semmint nagy szenátor”. A két, Dél iránt elkötelezett vezető politikus Evans szavaival tiszteletteljes, de óvakodó viszonyt létesített egymással. Eseti jelleggel konfliktusuk támadt egymással, mint például 1858-ban mikor a mississippi állami szenátorrá választott Davis méregbe gurult egy katonai számla körül vizsgálódó Benjaminre. Davis azt érzékeltette, hogy Benjamin fizetett ügyvédként vizsgálódik, mire az párbajra hívta ki. Davis bocsánatot kért.
Benjamin a szenátus előtti beszédeiben arra az álláspontra helyezkedett, hogy az uniót államok alkották meg, és azok jogában áll abból ki is válni. Ennek ellenére tudatában volt, hogy az unió felbontása nem menne békésen, ezért 1856-ban ki is jelentette, hogy „a bekövetkező polgárháború szörnyűséges volna”. 1859-ben megválasztották második terminusára. A kampányban földügyletek körüli botrányba próbálták keverni és az állam északi feléből jövő törvényhozók ellenezték, hogy mindkét szenátor New Orleansból kerüljön ki, ezért mindössze 42 szavazattal tudott győzedelmeskedni.

### A szecessziós krízis

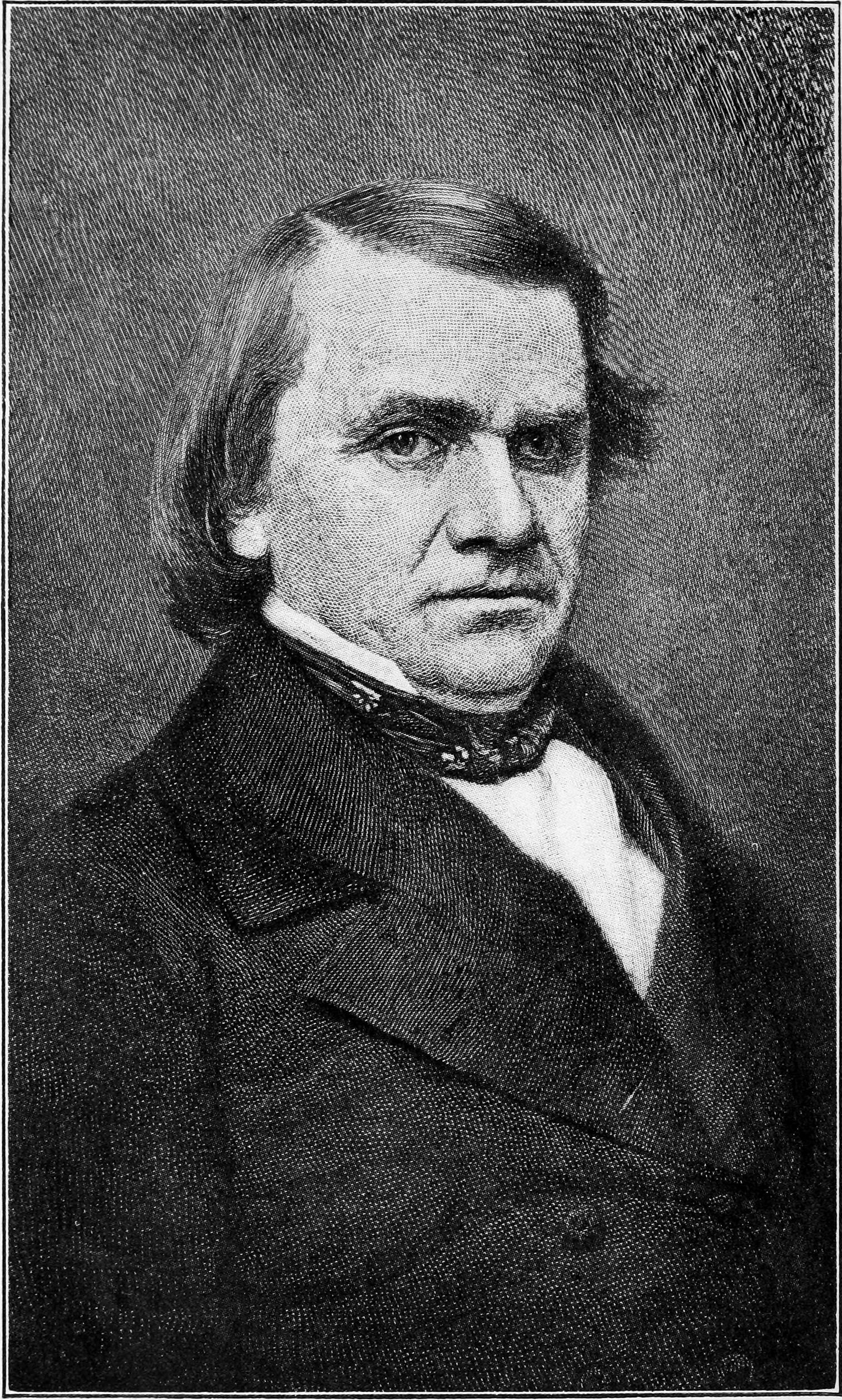
Stephen A. Douglas szenátor. A demokrata párti ellenzék vezére.

Benjamin azon fáradozott, hogy Douglas ne lehessen 1860-ban elnökjelölt a Demokrata pártban, mivel úgy érezte, hogy a Dél érdekei ellen fordult. A Legfelsőbb Bíróság a Dred Scott vs. Sandford ügyben kimondta, hogy a Kongresszus nem korlátozhatja a rabszolgatartást a territóriumokon, de Douglas megelégedésére a territóriumok lakossága törvényben lefektetve megtehette ezt. Ez elfogadhatatlan volt a Dél számára. Benjamin Douglas választási újraválasztási ügyében az ellenfelét, egy korábban kongresszusi képviselőséget viselt ügyvédet, Abraham Lincolnt méltatta, mondván ő legalább hű a kiterjesztést ellenző elveihez, míg Douglast képmutatónak találta. Benjaminhez csatlakozott Davis szenátor is és megakadályozták, hogy az 1860-as Demokrata jelölőkonvenció elnökjelöltet állítson. A Demokrata párt északi és déli frakcióra szakadt a kudarc mentén. Az északiak Douglas jelölése mellé sorakoztak fel, míg a déliek John C. Breckinridge alelnököt támogatták Kentuckyból. Davis és Benjamin véleménye annak ellenére, hogy Douglas opponálásában egyetértettek, sok kérdésben különbözött: májusban Benjamin igennel szavazott rá, hogy az illegális rabszolga-kereskedő hajókról felszabadított négereket pénzügyileg segítsék hogy Key Westről visszatérhessenek Afrikába. Davis sok más délihez hasonlóan ellenezte a törvényjavaslatot.
1860 júniusa és decembere között Benjamint szinte teljesen lefoglalta a United States vs. Castillero ügy, melyet San Franciscóban tárgyaltak az év vége felé. A per egy a korábbi mexikói kormányzat által Kaliforniának átadott földdarab vitás kérdéséről szólt. Castillero bérbe adta a földje egy részét brit bányavállalatoknak, és az amerikai hatóságok ezt érvénytelennek nyilvánították. Felbérelték Benjamint, aki négy hónapot töltött San Franciscóban és az ügyön dolgozott. A tárgyalás októberben kezdődött és Benjamin hat napon át referált róla. A New York Times újságírója azt írta, hogy az „előkelő idegen óriási közönséget vonzott a tárgyalóterembe és a szenátor még ezt a rendkívül unalmas ügyet is érdekesség tudta tenni.” Benjamin november elején tért vissza New Yorkba, miután az ügyet döntéshozatalig juttatta. Az esküdtszék 1861 januárjában a bányavállalatok álláspontjára helyezkedett, de mivel az ítélet nem volt kielégító, fellebbeztek. A Legfelsőbb Bíróság három különvélemény mellett 1862-ben teljesen elutasította a keresetet. Benjamin ekkor már a Konföderáció adminisztrációjának tagja volt és nem állt módjában a véleményét kifejteni, csak a tárgyalást segítő jogásza volt kéznél.
Mire Benjamin visszatért a keleti partra, Lincolnt, a republikánus jelöltet megválasztották elnöknek és többek közt Louisiana államban a közbeszédben sűrűn forgott az elszakadás. A New Orleans Picayune cikke szerint Benjamin csak végső esetben választotta volna az elszakadást. 1860. december 23-án egy másik louisianai kiadvány, a Delta lehozta Benjamin december 8-án kelt cikkét, miszerint mivel az északi népesség megmásíthatatlan ellenségességgel tekint déli embertársaira, ezért utóbbiak elszakadhatnak a közös kormányzattól. Választóiknak küldött közös levelet fogalmazott meg déli kongresszusi képviselőkkel, melyben sürgette az elszakadó államok konföderációjának megalakítását. Egy a krízis idején íródott levélből kitűnik, hogy Benjamin tulajdonképpen a szecessziót eszköznek látta az újraalakuló és megreformált Unióban kedvezőbb feltételek kiharcolására.
Mikor a déli közvélemény támogatni kezdte az elszakadást, Benjamin megírta és 1860. december 31-én elmondta búcsúbeszédét a tömött galériával ülésező Szenátus előtt, melynek közönsége a Dél egyik legkitűnőbb szónokát akarta meghallgatni. Nem keltett csalódást: Evans szavai szerint a történészek az amerikai történelem egyik legnagyobb szónoklatának tartják a beszédet. Benjamin a dél kiválása utáni helyzetet egyenest polgárháborúhoz vezetőnek láttatta:
|  | „Hogy mi lesz ennek a borzalmas vetélkedésnek a kimenetele, azt még senki sem tudja; de annyit elmondhatok: a hadiszerencse fegyvereink ellen fordulhat tán; Önök pedig nyomorúságot hozhatnak békés földünkre, s fáklyákkal és parázzsal perzselhetik fel a városainkat ... megtehetik mindezt és még ennél is többet, de soha nem tudnak bennünket elnyomni; soha nem tudják szabad földünk fiait vazallussá tenni, kik majd csodálattal adóznak az Önök hatalmának; soha nem tudnak minket szolgává és alacsonyabb rendű fajjá degradálni. Soha! Soha!” |
|  | |

Geoffrey D. Cunningham Benjaminnek az elszakadásban játszott szerepéről írt cikkében úgy fogalmaz: "A függetlenség össznépi felhullámzásának hátán Benjamin akaratának megfelelően haladt a déli árral." Jómaga és louisianai szenátortársa, John Slidell 1861. február 4-én, kilenc nappal azután, hogy állama megszavazta az elszakadást, lemondott mandátumáról és elhagyta a Szenátust.

## A Konföderáció politikusa

### Államügyészség

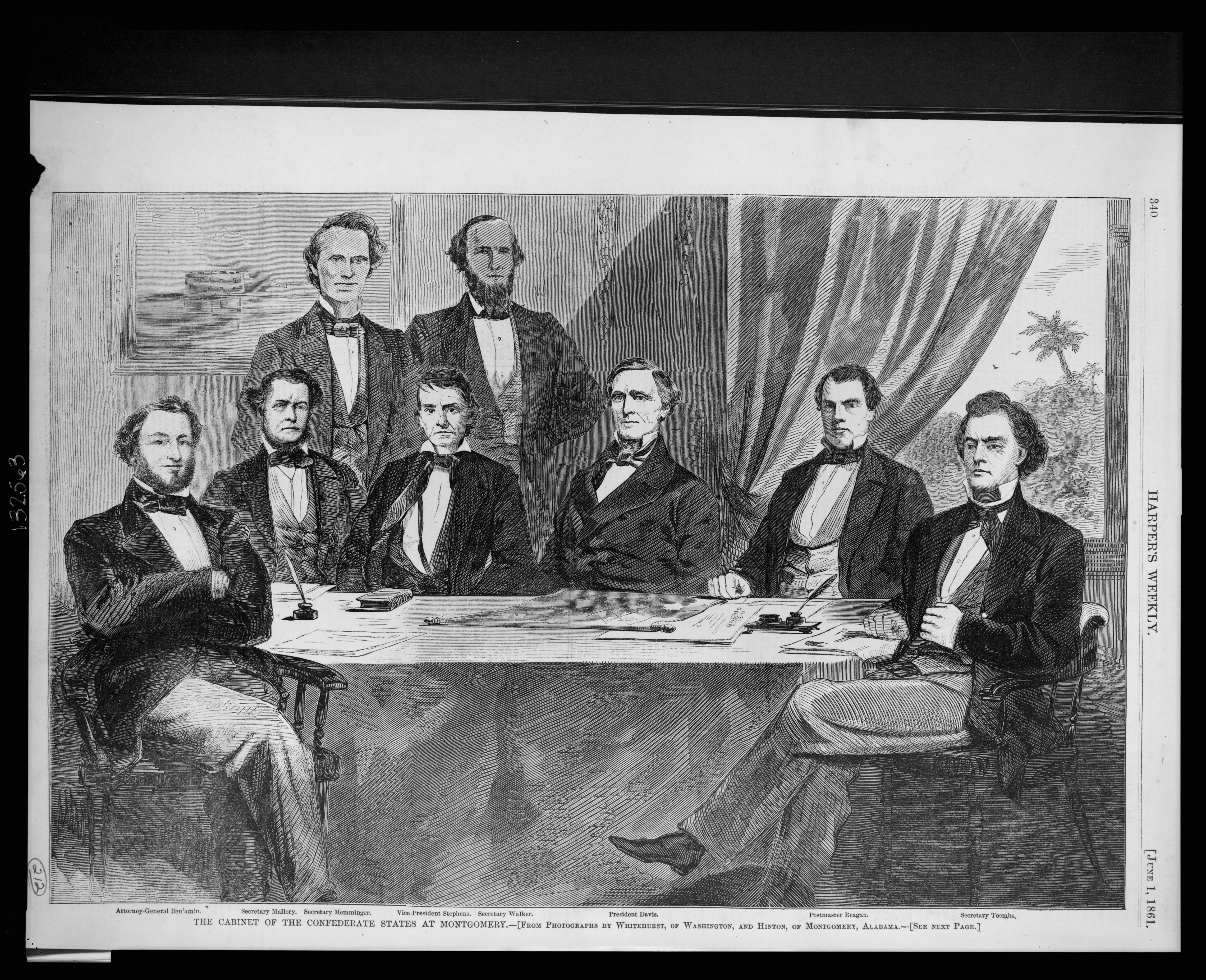
Az eredeti konföderációs kabinet 1861-ben. Balról jobbra: Judah P. Benjamin, Stephen Mallory, Christopher Memminger, Alexander Stephens, LeRoy Pope Walker, Jefferson Davis, John H. Reagan és Robert Toombs.

Letartóztatástól félve mihelyt kitette a lábát a szenátusból, sietve elhagyta Washingtont és New Orleansba tartott. Lemondása napján a Konföderáció ideiglenes kongresszusa megalakult az Alabama állambeli Montgomeryben, és hamarosan Jefferson Davist választotta elnökének. Davis mint ideiglenes elnök 1861. február 25-én felesküdött. Benjamin New Orleansban február 22-én, George Washington születésnapján gyűlésen vett részt és beszédet is mondott. Három nappal később, Davis jelölte államügyésznek, Benjamin ezt azonnal elfogadta és az ideiglenes kongresszus egyhangúlag jóváhagyta. Davis ezzel Észak-Amerika első államfője lett, akinek a kabinetjébe zsidó származású ember kerülhetett.
A háború után írt visszaemlékezéseiben azt írta, hogy azért választotta Benjamint, mert egészen kiváló ügyvéd hírében állt és a szenátusban tanúsított működése folyamán Davisre is hatást gyakorolt egészen egyedülálló intellektusával, módszeres munkájával és ügyviteli potenciáljával. Meade azt sugallta, hogy Davis egy louisianait is akart a kabinetjébe, de okosabb lett volna Benjamint a megnyerni igyekezett európai hatalmak udvarába küldeni diplomáciai feladatra. Butler Benjamin kinevezését a kiváló matéria eltékozlásának nevezte. William C. Davis történész a konföderációs kabinet megalakításáról írva megjegyezte „néhányuknak szinte semmi munkája nem akadt, leginkább Benjaminnek közülük.” Az államügyészség szerepe, a szövetségi bíróságok felállítása, a marshallok kijelölése híján mindössze a Montgomeryben kijelölt igazságügyi minisztérium épületeinek igazgatására korlátozódott.
Meade úgy érezte, hogy Benjamin államügyészi idejét hasznosan töltötte, mert lehetősége nyílott Davis jellemének megítélésére és hogy közel kerüljön az elnökhöz. Benjamin vendéglátóként serénykedett körülötte, tisztségviselőket és olyan embereket kötött le, akiket Davisnek nem volt ideje saját maga fogadni. A legelső kabinetülésen Benjamin azt a tanácsot adta, hogy a kormány vásároljon föl 1 500 000 bála gyapotot, amit az Egyesült Királyságba szállítsanak át és fegyverek, valamint más eszközök beszerzésére fordíthatnak. Tanácsát nem fogadták meg, mivel a kabinet érzése szerint a háború rövid lefolyású és sikeresnek kinéző volt. Benjamint időnként felszólították, hogy közöljön jogi véleményt egyes ügyekben, mint például 1861. április 1-jén Christopher Memminger pénzügyminiszter kérésére közölve, hogy a citrom és a narancs vámmentesen szállítható legyen a Konföderációba, míg a mogyoró víszont legyen vámköteles termék.
Virginia csatlakozásakor a fővárost Richmondba helyezték át, noha Benjamin ezt ellenjavallta. Saját megítélése szerint Richmond túl közel esett Északhoz. Ennek ellenére maga is odautazott Jules St. Martin nevű sógorával együtt, akivel a háború folyamán közös házban laktak, és akinek valószínűleg Benjamin szerezte a munkát a hadügyminisztériumban. A hadügyminiszter az alabamai LeRoy Pope Walker volt, akit Davis sok esetben magát tapasztaltabbnak érezve, vagy gazdagabb katonai múltra visszatekintve felülbírált, vagy megkerült. Davis jómaga háborús hős volt és korábbi hadügyminiszter. Amikor a déliek első sikerüket, az első Bull Run-i csatát követően nem tudták sikerüket elmélyíteni és Washington bevételét megkísérelni, Walkert bírálatok érték a sajtóban. 1861 szeptemberben Walker lemondott tárcájáról és a hadsereg dandártábornoka lett, s ekkor Davis Benjamint választotta utódjának. Butler lejegyzi, hogy Davis az optimista és hozzáértő Benjamint a hivatali család leghasznosabb tagjának találta és úgy érezte, hogy szinte bármilyen beosztást rábízhat, nem kell csalódnia. Hadügyminiszteri kinevezése mellett 1861. november 15-ig párhuzamosan az államügyészi feladatot Benjamin látta el.

### Hadügyminiszterség
Hadügyminiszterként Benjamin felelősségi körébe került a Virginiától Texasig húzódó háború. Munkája során Davis figyelmes tekintetétől követve meg kellett oldania a Konföderáció teljes szárazföldi haderejének élelmiszerrel, hadianyagokkal és fegyverekkel való ellátását egy olyan országban, ahol szinte nem létezett fegyvergyártó ipar. Ennek megfelelően Benjamin feladatát nagyban a külügyek területéhez kötöttnek vélte, mivel a csapatok felfegyverzését csak importból lehetett megoldani. Davis egy defenzív stratégiának elkeresztelt koncepció mellett tette le a garast, vagyis a Konföderáció maga megvárja, amíg az Unió hadsereget küld ellene és megpróbálja azt addig visszaverni, amíg Lincoln belefárad a sikertelenségbe. Davis és Benjamin szorosan együttműködtek és Davis hamarosan rájött, hogy minisztere az ő személyéhez és a Konföderációhoz egyaránt teljesen lojális, s ezt az elnök maga is viszonozta. Felesége, Varina Davis írta, miszerint „Különös élmény volt, hogyan közeledtek egymáshoz apránként az elnök és a hadügyminiszter. Rendkívül kicsi lépésekkel haladtak, de annál kitartóbban.”
Minisztersége pár hónapja alatt Benjamin üzenetek ezreit váltotta. Evans szerint a kezdetben ellene mutatkozó előítéletet a déliekben a zsidó intelligencia és a ragyogó előmenetelének csodálatába fordította. Ennek ellenére jópár problémával szembesült, melyet nem tudott megoldani. A Konföderációnak nem volt elegendő katonája, gyakorlott tisztje, civil és hadihajója, hajó- és fegyvergyártó kapacitása, vagy éppen lőpor- és ágyútermelő képessége. Az Uniónak bírt mindezen javakkal és képességekkel és elhatározta, hogy megfosztja a Délt az európai ellátástól, blokádot fenntartva, illetve a meglevő készletek felvásárlásával. Ezenkívül még problémát okozott a katonák és a tisztek iszákossága és annak előrejelzése, hol fog a várt északi invázió bekövetkezni. Benjaminnek nem volt hadi tapasztalata a kormányban, s ez meglehetősen nehéz helyzetbe hozta Davisszel szemben az ellentmondáshoz.
Az uniós szimpátiát ápoló Kelet-Tennessee 1861 végén lázadást robbantott ki a Konföderáció ellen, melyet Davis parancsára Benjamin küldte csapatok fojtottak vérbe. Mihelyt leverték, Benjamin és Davis súlyos dilemmába kerültek, hogy elfogott vezetőjével, William G. Brownlowval, mit csináljanak. Végső soron abban reménykedve, hogy Lincoln esetleg cserében konföderációs bebörtönzötteket fog elereszteni, hagyták, hogy az Unió területére távozhasson. Mialatt Brownlow déli fogságban volt, azt mondta, hogy nem reménykedik több kegyelemben Benjamin részéről, mint amennyit illusztris elődei gyakoroltak Jézus Krisztus iránt.
A Konföderáció tábornokainak féken tartásában Benjaminnek problémái támadtak. Összeveszett P. G. T. Beauregard tábornaggyal, aki az Első manassasi csata hőse volt. Beauregard egy rakétaüteget akart a parancsnokságába, s erre Benjamin nem volt felhatalmazva. Legnagyobb valószínűség szerint Davis véleményt visszhangzotta, és mikor kérdőre vonta Beauregard-t, Davis a pártját fogta és arra utasította a tábornagyot hogy „vesse ki ezt az apró ügyet az elméjéből. Az Ön előtt álló ellenséges tömegek tekintetében biztosan akad olyasmi, amivel érdemesebb foglalkozni.” 1862 januárjában Stonewall Jackson erői előrenyomultak nyugat-Virginiában, s William W. Loring csapatait Romneyban hagyták. Jackson távollétében Loring és más tisztek petíciót írtak a hadügyminiszterhez, hogy kérje visszahívásukat, mert nem áll elég élelem rendelkezésre az ellátásukhoz. Benjamin Davisszel való konzultáció után beleegyezett a visszahívásba, miután rémhírek kezdtek terjengeni a környékbeli uniós csapatokról. Jackson engedelmeskedett, de Benjaminnek intézett levelében kérte a frontról való leváltását, vagy a leszerelését. Magas rangú konföderációs tiszteknek kellett lebeszélni Jacksont a civil életbe való visszavonulásról.
A konföderált államok hatalmi politikája további kihívással szembesítette Benjamint. Georgia kormányzója, Joseph E. Brown ismételten fegyvereket követelt és a georgiai katonák hazatérését, hogy államukat megvédelmezhessék. Észak-Karolina kormányzója, Henry T. Clark szintén a csapatok visszavonását akarta elérni, hogy a partvonalat segítsenek védelmezni. Miután Cape Hatteras fokát a szövetségi csapatok elfoglalták, a konföderáció a Roanoke Islandre vonult vissza. Ennek eleste esetén több kikötő is veszélybe került volna, illetve a virginiai Norfolk fontös kikötője is inváziónak lehetett volna kitéve. Henry A. Wise tábornok, Roanoke parancsnoka szintén csapatokat és ellátást követelt. A hadügyminisztériumból alig kapott, mert rendelkeztek fegyverek felett, és az uniós blokád lehetetlenné tette, hogy fegyvereket importáljanak. A konföderációs fegyvergyárak üressége ekkor a közvélemény előtt nem volt ismert. Benjamin és Davis remélte, hogy Roanoke védelme feltartja az uniós csapatokat, de 1862 februárjában óriási túlerejű csapatok szálltak partra egy védtelen helyen, és az ezután kibontakozó Roanoak-szigeti ütközetben a konföderációs csapatok hamarosan vereséget szenvedtek. Ez és Fort Henry, illetve Fort Donelson elfoglalása Tennessee-ben súlyos csapást mért a Konföderációra, és Benjamin ellen Wise vezetésével kikelt a közvélemény.
A háború után 25 évvel kiderült, hogy Davis Benjamin beleegyezésével használta őt bűnbaknak, nehogy kiderüljön a fegyverhiány ténye. Minderről tudomással nem bírva a Richmond Examiner ostoba önelégültséggel vádolta Benjamint. A naplójáról elhíresült Mary Chestnut feljegyzése szerint „a plebs Mr. Davis házi zsidójának” hívta. A Wise család sosem bocsátott meg Benjaminnek, és ez sok más déli megítélésének is rosszat tett. Wise fia, Jennings Wise százados elesett Roanoke Islanden és Henry unokája, John Wise egy 1936-ban adott interjún azt mondta Meade-nek, hogy „az az asztalánál ülő kövér zsidó” volt mindennek az oka. A tábornok másik fia, akit szintén John Wise-nak neveztek, 1899-ben egy elhíresült könyvet írt, The End of an Era (Egy korszak vége) címmel, melyben Benjaminról megállapítja, miszerint „több sütnivalóval, de kevesebb szívvel rendelkezett, mint bármely más közéleti vezető a Délen ... A Konföderáció és összeomlása nem jelentett többet Judah P. Benjaminnek, mint egy tavalyi fészek egy madár számára.”
Az Amerikai Konföderációs Államok első kongresszusa különbizottságot hozott létre a katonai veszteségek kivizsgálására és Benjaminnek tanuvallomást kellett tennie előtte. Robert M. T. Hunter belügyminiszter vitába keveredett az elnökkel és 1862 márciusában lemondott. Davis Benjamint jelölte ki utódának. Varina Davis, az elnök felesége jegyezte fel, hogy néhány képviselő le akarta mondatni őt „elkerülhetetlen demarsok miatt, így az elnök saját érzékenységéből jelölte ki a belügy élére, mivel igazságérzetét bántotta, amit vele tettek, aki barátjává és legfőbb segítségévé vált.” Sallie Ann Brock Putnam richmondi naplója szerint, „Mr. Benjaminnek nem bocsátottak meg... az elnök ezen gesztusa [a kinevezés támogatása] a közvélemény ellenére történt és elhibázottnak, önkényeskedőnek és népszerűségének vak kockáztatásának tartották... [Benjamin] ezt követően is népszerűtlen marad a Konföderációban, és különösen Virginiában.” A kinevezés ellenére a bizottság jelentése szerint a Roanoke Islanden történt vereségért Wise feljebbvalóját, Benjamin Hugert terhelte a felelősség és „a frissen lemondott hadügyminisztert, J. P. Benjamint.”

### Konföderációs külügyminiszter
Külügyminiszterként Benjamin megpróbálta az Egyesült Királysággal és a Francia Császársággal elismertetni a Konföderáció függetlenségét; más, kisebb hatalmú nemzetek ezt az ő iránymutató elismerésük nélkül nem lett volna hajlandóak megtenni. Remélték, hogy az ezzel együtt járó kereskedelmi védelem elég lesz a Konföderáció megmentéséhez.

#### A konföderációs külpolitika alapvetése

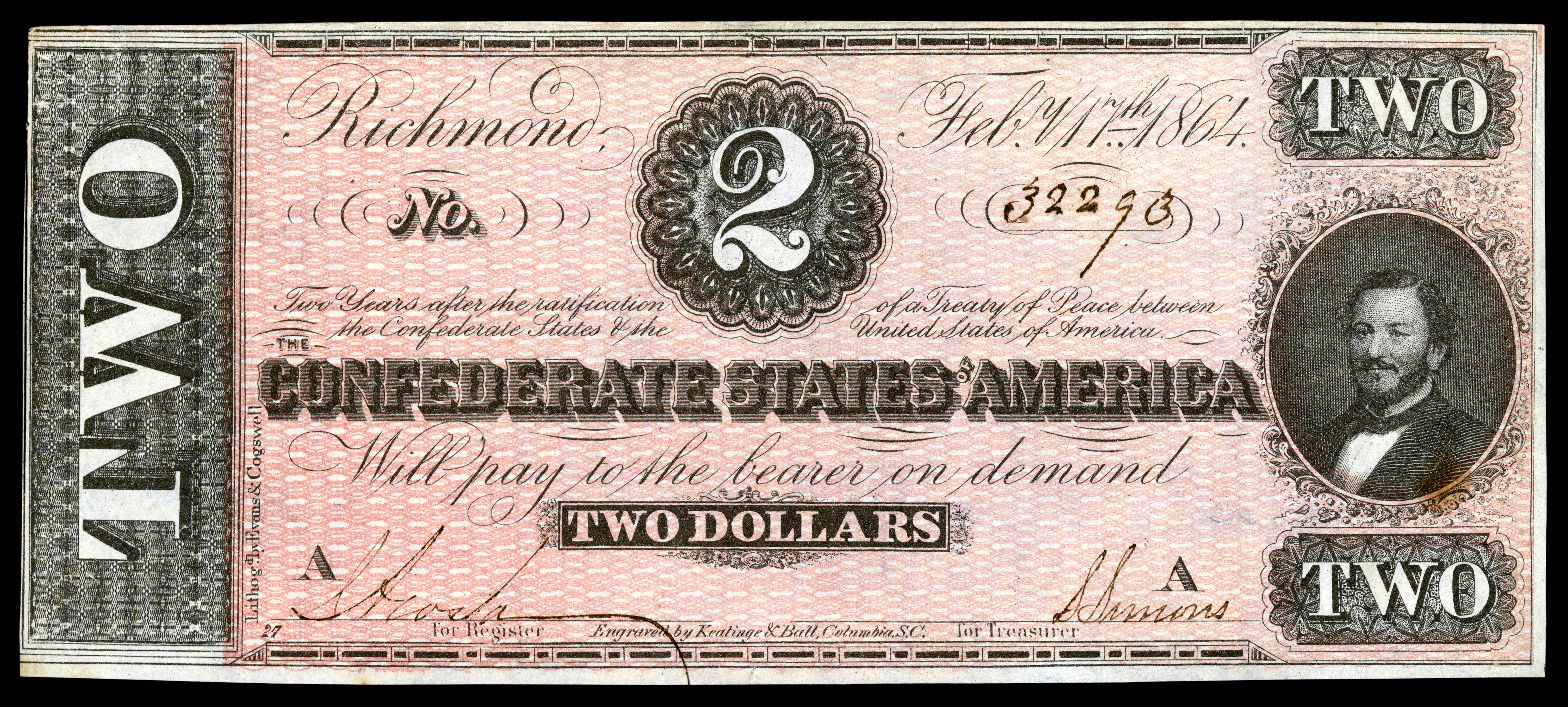
Benjamin az 1864-es kibocsátású konföderációs 2 dolláros bankjegyen.

Az 1850-es évekre az olcsó déli gyapot egész Európa gazdasági motorjának üzemanyaga lett. A 19. század első részében kialakuló brit szövőipar 1860-ra több gyapotot használt fel, mint a világ maradék része összesen. A gyapot importja szinte teljes egészében az amerikai Délről származott. AThe Economist 1853-as cikke szerint „ha az Egyesült Államok bármilyen társadalmi vagy gazdasági problémája támad, azt Anglia is meg fogja érezni a Land's Endtől a John O'Groatsig. Kétmillió honfitársunk megélhetése ... függ ettől.”
1855-ben az ohiói David Christy megjelentette a Cotton Is King: or Slavery in the Light of Political Economy (A gyapot uralma, vagyis a rabszolgatartás a gazdaságpolitika fényében) c művét. Christy érvelése szerint a gyapot áramlása olyan fontos, hogy az iparosodott világ nem tud tőle katasztrófa nélkül elszakadni, legalábbis az Amerikai Egyesült Államok északi részére nézve, mivel az Államok gyapotja messze a legnagyobb tétel volt az exportban. Ez a Gyapotkirályság nevű elméletben vált közismertté, melynek Davis lelkes támogatója volt. Benjamin szintén az elmélet igazsága mellett foglalt állást, noha Butler állítása szerint valójában erről nem volt meggyőződve, amit saját európai benyomásaiból merített.
A háború kitörésekor Davis Benjamin minden tanácsa ellenére gyapotkiviteli embargóval sújtotta az össze olyan nemzetet, mely nem ismerte el a Konföderációt. Reményei szerint ezzel kikényszerítette volna az elismerést az Egyesült Királyságtól és Franciaországtól. Mivel az Unió hasonlóképpen azon fáradozott, hogy a gyapot exportját megakadályozza a déli kikötőkből, ez bizonyos mértékben Lincoln és William H. Seward külügyminiszter elképzeléseibe vágott. Mikor a háború kitört, az egyesült Királyság raktárai tele voltak gyapottal, ami elég volt körülbelül egy évig, hogy a szövőipart félgőzön járatva ellássák alapanyaggal. Sok prominens brit hitte, hogy a Dél felülkerekedik, de meglehetős vonakodás volt Richmond elismerésének kérdésében, míg a katonai győzelmek az ellenségüket nem látszottak távol féken tartani. Ennek jelentős része a rabszolgaság miatt keletkezett, részben pedig megpróbáltak az Egyesült Államokkal szívélyes viszonyban maradni. 1862-ben például a nagy aszály miatt az Egyesült Királyság nagy mennyiségű gabonát és lisztet volt kénytelen az Egyesült Államokból importálni. Ezen kívül a britek féltek az amerikai expanzionizmustól, mely Kanada sérülékeny gyarmatának elfoglalásával fenyegetett, mint ahogy Seward célzott rá.

#### Jelölés
Davis 1862. március 17-én terjesztette fel a Kongresszus elé Benjamint külügyminiszternek és a Szenátus rövidesen meg is szavazta a miniszteri széket. A kinevezés újragondolását célzó javaslatot 13-8 arányban leszavazták. Butler szerint a jelölés Davis-nek kevés politikai támogatást hozott, mivel az átlagos fehér déli nem értette meg Benjamint és valamelyest utálkozott is tőle. Mivel az országban nem volt jelentős Davisellenes ellenállás ekkoriban, a kinevezést nem kritizálták széles körben, de dicséretet sem vívott ki magának. Meade feljegyezte, hogy „a sok befolyásos újságtermék baljós csendbe burkolózott. [Benjamin] előléptetése ilyena hadügyminiszteri tevékenységének ilyen keserú kritizálása után mutatta az első léket a Davis-kormányzattal szemben támadsztott hit hajóján.”
Meade kijelentette, hogy mivel a külügyminiszternek szorosan együtt kellett működnie Davisszel, Benjamin volt erre a szerepre a legalkalmasabb a legnagyobb valószínűség szerint. Ezt tovább javította, hogy Benjamin szoros barátságba került a First Ladyvel, Varina Davisszel, akit egészen a bizalmába avatott a háború lefolyásával kapcsolatban, és az elnök egészségi állapotával. Közös erővel, eltérő lépésekben segítették a legnehezebb időkben is.
Pihenésképpen Benjamin gyakran látogatott Richmond kártyabarlangjaiba, pókert és fáraót játszani. Felháborodott, mikor William Howard Russell brit újságírók publikálta a szerencsejátékkal szembeni vonzalmát és úgy érezte, hogy privátszférájában kurkásznak. Az szintén nem tetszett neki, hogy Russell állandó vesztesként ábrázolta, mikor a közvélemény megítélése szerint alapvetően szerencsés ember volt.

#### A kezdetek (1862–1863)
A Trent incidens még Benjamin külügyminiszteri ideje előtt történt, mikor 1861 októberében egy Uniós hadihajó megállított egy brit kereskedelmi hajót és a fedélzetén utazó két konföderációs diplomatát, James M. Masont és John Slidellt és személyi titkáraikat fogságba vetette. A kibontakozó krízis megnövelte az Egyesült Államok és az Egyesült Királyság között a háborút és csak a két diplomata szabadon eresztése oldott fel. Benjamin jelölése idejére Mason és Slidell már kijelölt posztjaikat elfoglalták Londonban és Párizsban, mint a Konföderáció reménybeli nagykövetei, melyek az ország elismerését próbálták elősegíteni. Az európai államokkal való bonyolult kapcsolattartás miatt Benjamin kezdetben vonakodott a Hunter külügyminiszter által adott utasításokat megváltoztatni. 1863-ra az üzeneteket szállító hajókat a Bermuda-szigeketre, illetve a Bahamákra küldték, ahonnan gyorsjáratú, blokádtörő gőzösökön érték el a Konföderációt. Így a szövetségi hajók már nem fogták el a kommunikációs papírokat.
Benjamin gyakorlati esélye az állami elismerés elérésére a Konföderáció katonai helyzetének alakulásával emelkedett és csökkent. Amikor 1862 júniusában Robert E. Lee tábornagy támadása visszavonulásra kényszerítette George B. McClellan vezérőrnagy Potomac hadseregét a Virginia-félszigeti hadjáratban a Hétnapos csatában, és véget vetett Richmond közvetlen fenyegetettségének, III. Napóleon francia császár kedvezően kezdte megítélni Benjamin Slidellen keresztül tett ajánlatait, hogy a francia flotta kereskedelmi koncessziókért cserébe avatkozzon be a Konföderáció érdekében. Ám a császár Anglia nélkül nem volt hajlandó beavatkozni. 1862 augusztusában a brit miniszterek nem voltak hajlandóak találkozni Masonnel, amitől az felháborodott és lemondással fenyegetőzött. Benjamin a lelkére beszélt és meggyőzte, hogy maradjon a posztján és ne vegye figyelembe a megaláztatást és főleg ne nyújtsa be lemondását megbeszélés nélkül.
A véres, de döntést nem hozó Antietami csata 1862 szeptemberében véget vetett Lee első északi irányú támadásának és Lincolnban feltámadt a bizalom, hogy kibocsássa az Emancipációs nyilatkozatot. A brit újságok Lincoln képmutatását bírálták, mellyel csak a Konföderáció területén élő rabszolgáknak ígért szabadságot, amely területek fölött nem rendelkezett. A hivatalnokokat szinte sokkolta az Antitami csata kimenetele, mert egy újabb fergeteges Lee-győzelmet vártak és már a konfliktusba való beavatkozást fontolgatták. De a csata, noha az eddigi legnagyobb véráldozatot hozta, nem döntötte el a háború menetét; ezt figyelmeztetésként fogták fel, hogy a küzdelem elhúzódik, melyben Észak és Dél évekig egymás torkát szorongatja, miközben az Egyesült Királyság szövőszékei üresen álldogálnak, a munkások pedig éhbéren tengődnek. Franciaország hasonlóképpen ítélte meg a helyzetet.
Benjamin diplomáciájának csúcspontja 1862 utolsó pár hónapjára esett. Októberben a brit pénzügyminiszter, William Gladstone newcastle-i beszédében kifejezte a Konföderáció győzelmébe helyezett bizalmát: "Jefferson Davis és a többi déli vezető kétségtelenül kiváló hadsereget raktak össze. Most úgy tűnik a tengerészet létrehozásán fáradoznak, és ami mindkettőnél többet jelent – egy nemzet létrehozásán." Szintén október folyamán javasolta III. Napóleon a brit és az USA szövetségesének, az orosz birodalomnak, hogy egyesült erővel követeljenek hat hónapnyi fegyvernyugvást és a blokád megszüntetését a közvetítésre. Ez, amennyiben a terv szerint megvalósul, igen könnyen vezethetett volna a déli függetlenséghez. A brit kormány véleménye megoszlott a kérdés támogatása körül. Lord Palmerston és Sir George Cornewall Lewis hadügyminiszter klikkjének tagjai november közepén arra az álláspontra helyezkedtek, hogy ki kell várni amíg a Dél le tudja győzni Lincoln hadseregét az elismerés megadása előtt. A beavatkozást javaslók egy új lehetőségre várva elhalasztották az akciót, miközben az Emancipációs Nyilatkozat értelmében az Unió győzelme szükségszerűen a Dél teljes gazdasági és politikai felszámolását eredményezné a rabszolgaság megszüntetésével.
Benjamin nem kapott engedélyt, hogy az intervenció esetére beígérjen valami intézkedést, ami elősegíthette volna az intervenciót, például a rabszolgatartás felszámolását és emiatt Meade véleménye szerint diplomáciáját „súlyos, sőt lehet, hogy végzetes csapás érte”. A külügyminiszter Napóleont okolta a kudarcért, szilárdan kitartva amellett, hogy a francia uralkodó a Mexikóban trónra segített I. Miksa elismerése érdekében árulta el a Konföderáció ügyét.
Az Erlanger és tsai nevű banktársulás eközben felkereste Párizsban Slidellt. A cég hitelt kínált a Konföderáció számára. A hitel feltételeként Erlanger nagy jutalékot kapott volna, melynek kötvényeivel nagy adag olcsón szerzett gyapotra lett volna jogosult a Dél háborús győzelme után. A báró, mint a cég feje 1863 elején Richmondba látogatott és megbeszélést folytatott Benjaminnel is, noha az alkuban szereplő tranzakció a pénzügy, vagyis Christopher Memminger kizárólagos fennhatósága alá tartozott. D'Erlanger az alku során enyhített valamelyest a feltételeken, melyek még mindig előnyösek voltak cége számára. Benjamin ezt megfizethetőnek érezte, ha cserében Európában nagyon várt finanszírozást nyernek az ügynökei.

#### A növekvő elkeseredettség időszaka (1863–1865)
A gettysburgi és a vicksburgi párhuzamos vereségek 1863 júliusában valószínűtlenné tették, hogy az Egyesült Királyság, vagy bármely más nemzet elismerné a rabszolgatartó Konföderáció függetlenségét, mely így a teljes romlás felé araszolt. Ez év augusztusában Benjamin azt írta Masonnek, hogy Davis szerint a britek nem akarják elismerni az államot, s ezért szabadon távozhat a királyságból. Októberben Davis Tennessee-be utazott és távol volt, Benjamin pedig azt hallotta a savannah-i brit konzultól, hogy az Egyesült Királyság állampolgárai számára megtiltotta, hogy a Konföderációs hadseregben az Egyesült Államok ellen harcoljanak. A külügyminiszter kabinetülést hívott össze, melynek döntése kiutasította a még megmaradt brit konzulokat a Konföderáció területéről, majd levélben értesítette Davist. Evans úgy látja, hogy Benjamin akciója azt mutatja, hogy ő volt az elnökhelyettes Davis távollétében, s ezzel az első zsidó vallású elnök a történelem folyamán.
Benjamin felügyelte a Konföderáció északon fedett tevékenységet folytató titkosszolgálatát. Így például Jacob Thompson volt belügyminiszter erőfeszítéseit is a titkosszolgálat finanszírozta, mely Lincoln hatalmának politikai aláásását célozta. Noha voltak próbálkozások, hogy az úgynevezett békedemokratákat erősítsék, a legemlékezetesebb akció a st. albansi portya lett, melynek keretében a Vermont államban fekvő várost Kanadából kiindulva támadták meg, később pedig New York városának felégetésével próbálkoztak meg. A háborút követően az ilyen gerillaakciók alapul szolgáltak annak a vádnak, hogy Benjamin és Davis tudomással bírt Lincoln meggyilkolásának tervéről, mint ahogyan azt a titkosszolgálat egyik Benjamintől pénzt kapó futára, John H. Surratt mondta, akit perbe fogtak az összeesküvésben betöltött szerepe miatt, bár később a bíróság felmentette.
A Konföderáció katonai szerencséjének lehanyatlásával az 1861-ben még elképzelhetetlen került a gondolat előtérbe, hogy a férfi rabszolgákat hadsereggé szervezzék és szolgálataik ellenében felszabadítsák. 863 augusztusában B. H. Micou, egy korábbi jogi üzlettárs rokona írt Benjaminnek és szorgalmazta a néger katonák használatát. Benjamin azt válaszolta, hogy elsősorban jogi és anyagi okokból ez nem megvalósítható ötlet, és hogy a rabszolgák ott és úgy szolgáltatnak hasznos tevékenységet a Konföderáció számára, ahol és ahogy most vannak. Meade szerint „Benjamin a gyakorlati akadályokon kívül nem ellenezte Micou tervét, vagyis ideológiailag nem hatott rá taszítóan az ötlet természete.” James Spence, a Konföderáció területén dolgozó brit pénzügyi ügynök szintén az egyenlősítést ajánlotta, mint a brit elismerés zálogát. Benjamin dacára a Konföderációval való politikai összeférhetetlenségnek majdnem egy évig meghagyta őt pozíciójában, mielőtt 1863 végén elbocsátotta volna. A hivatalos semlegesség ellenére a brit uralom alatt levő ír szigetekről tízezrek csatlakoztak az Unió ügyéhez, ezért Benjamin ügynököt küldött Írországba, hogy a jelentkezőket eltántorítsa és Dudley Mannt pedig Rómába küldte IX. Piusz pápához, hogy a katolikus íreknek tiltsa meg a csatlakozást. A pápa azonban nem állt az együttérző fogadás ellenére nem állt kötélnek.
Patrick Cleburne, a Tennessee hadsereg tábornoka 1864 januárjában indítványt tett a rabszolgák felszabadítására és felfegyverzésére. Davis elutasította az indítványt és utasítást adott, hogy ezt titokként kell kezelni. Evans feljegyzi Benjaminről, hogy már régebben hasonló gondolatokat melengetett és egy ilyen nagy formátumú tábornok ajánlása talán a kellő ösztönzést is megadta. 1864 katasztrofális év volt a Konföderáció számára. Lee-t Petersburg ostroma kötötte le, míg William T. Sherman tábornok végigpusztította Georgiát a tengerhez való menetében és felégette Atlantát. Benjamin sürgette Davist, hogy küldje a szintén Louisianából származtó Duncan Kennert Párizsba és Londonba annak ajánlatával, hogy az elismerésért cserébe a Konföderáció hajlandó a négerek egyenlősítésére. Davis csak fokozatos egyenlősítést volt hajlandó felajánlani és Napoleon és Palmerston visszautasította az ajánlatot. Benjamin 1865 februárjában részt vett és felszólalt egy a rabszolgák felfegyverzése és egyenlősítése céljával tartott richmondi tömeggyűlésen. 1865 márciusában a Konföderáció Kongresszusában beterjesztettek egy a rabszolgákra vonatkozó törvényjavaslatot, de ennek sok korlátozása volt és áprilisban katonailag összeomlott a Konföderáció és véget ért a háború.
1865 januárjában az előző év novemberében újraválasztott Lincoln elnök követet küldött Richmondba Francis Blair személyében, aki a további vérontás megakadályozása érdekében érvelt. Mindkét fél beleegyezett egy a virginiai Fort Monroeban tartott konferenciába. Benjamin rugalmas utasításokkal látta el az Alexander Stephens alelnök vezette déli küldötteket, de Davis ragaszkodott hozzá, hogy módosítsa őket abban az értelemben, hogy két nemzetet, az Északit és a Délit megkülönböztette egymástól. Ez a kitétel ellehetetlenítette a Ganpton Roads-i konferenciát, mert Lincoln nem volt hajlandó beleegyezni a Dél függetlenségébe és ragaszkodott az egyenlősítéshez is.

## Menekülés a Konföderációból
1865 márciusában az ország katonai helyzete kétségbeejtő volt. A legnagyobb városok elestek, és Lee tábornagy richmondi védelme rogyadozott az uniós nyomás alatt. Nevertheless, Benjamin megőrizt szokásos jó hangulatát; Április 1-je estéjén, mikor a város kiürítése már fenyegetett, jómaga a külügy épületében egy maga költötte nótát énekelgetett, a Shocko dombi menekülést. Schockoe Domb a richmondi temetőt is magába foglaló városnegyed volt. Április 2-án Lee üzent, hogy már csak rövid ideig tudja a Richmond & Danville vasút vonalától tudja távoltartani az uniós csapatokat, mely a város egyetlen működő vasútvonala volt. Aki nem hagyja el Richmondot, fogságba esik. Éjjel 11 órakor az elnök és a kabinet felült a Danville-be induló vonatra és elhagyta a várost. Stephen Mallory tengerészeti miniszter feljegyezte, hogy Benjamin „bizakodása és jó humora kimeríthetetlen volt ... mely a soha-ne-hagyd-el-a-hajót megtalitással olyan történelmi eseteket és ügyeket sorolt, melyek sötétebb helyzetekből is újraéledtek, mint a miénk.”
Danville-ben Benjamin egy másik menekülttel osztozott a szobáján egy bankár lakásában. Egy hétig Danville volt a Konföderáció fővárosa, míg meg nem érkezett Lee fegyverletételének híre Appomattox Court Housenál. A kormányt védelem híján napok alatt elfogták volna, ezért Davis és a kormány továbbutazott az észak-karolinai Greensboróba. Az uniós lovasság hídégető brigádja csak öt perccel késte le a Haw-folyón áthaladó vonatot. A Davisék után haladó szerelvény már a csapdájukba esett.
Greensboro városa uniós megtorlástól félt, amennyiben befogadja a menekülőket és arra kényszerítette Benjamint és társait, hogy egy marhavagonban húzódjanak meg. Davis Texas elérésében reménykedett, ahol a hírek szerint nagy konföderációs erők maradtak fegyverben. A kormány összeült Greensboróban és Beauregard és Joseph E. Johnston felvázolta a lesújtó katonai helyzetet. Davis szokás szerint a harc tovább folytatását akarta és Benjamin szokás szerint támogatta őt. A kormány április 15-én indult tovább. A tönkretett sínek miatt a legtöbb tag lóháto távozott, de Benjamin jelentős testsúlya miatt kijelentette, hogy amíg nem muszáj, tartózkodik a lovaglástól és Jules St. Martinnal, valamint másokkal együtt ambulanciáskocsin távozott. Utastársai szórakoztatása céljából Benjamin elszavalta Tennyson Wellington herceghez írt ódáját.
Charlotte-ba érve Benjamin egy zsidó kereskedő házában szállt meg, mialatt a fegyverletételi tárgyalások elhúzódtak. Benjamin ekkor már elvetette Davis további harcának támogatását és a kormány jelenlétében megmondta neki, hogy az ügy elveszett. Mikor a tárgyalások kudarcba fúltak Benjamin továbbutazott Davis egyre zsugorodó társulatával. 1865. május 2-án elérték Abbevile-t. Benjamin itt jelezte Davisnek, hogy egy időre elhagyná a társaságot és a Bahamákra menne, hogy instrukciókkal lássa el a külföldön tevékenykedő ügynököket és ezután csatlakozna Davishez Texasban. William C. Davis történész szerint, „a pragmatikus külügyminiszter majdnem biztosan sosem gondolta komolyan a Délre való visszatérést”. John H. Reagantől búcsúzva a postaminiszter megkérdezte hova megy. A választ „az USA-tól legtávolabbra eső helyre a Földön, még ha az Kína közepén fekszik is.” volt
Szegényes kocsiban egy utastárssal dél felé vette az útját. Franciának álcázta magát, aki nem beszél angolul. Volt egy kevés aranya kéznél, de a legtöbbjét rokonoknak osztotta szét. Ugyanabban az irányban haladt, mint Davis társulata, de velük ellentétben ő elkerülte a szövetségi hatóságok letartóztatását. Benjamin 1865. május 13-án elérte a floridai Monticellót és megtudta, hogy a szövetségiek a közeli Madisonban vannak. Innentől egymaga ment tovább lóháton, keletre és délre a Floridai-öböl mentén, és dél-karolinai farmernek adta ki magát. John T. Lesley, James McKay, és C. J. Munnerlyn segített Benjamint elrejteni a mocsárban, majd végül a Gamble ültetvényre, Ellentonba vinni Florida délnyugati partjára. Innen Frederick Tresca kapitány blokádtörő hajóján jutott el Biminibe, a Bahamákra. Floridából Angliába való hajózása nem telt nehézségek nélkül: egyszer zsidó szakácsnak tettette magát Tresca hajóján, hogy a hajóra szálló szövetségi katonák vizsgálatát megússza. Egyikük kijelentette, hogy ez volt az első alkalom, mikor zsidót kétkezi munkát láttak végezni. A Biniminből Nassauba szivacsot szállító hajó felrobbant útközben és három fekete hajóstársa úszva jutottak vissza Biminire. Tresca hajója még mindig ott vesztegelt, úgyhogy kibérelték, hogy vigye őket Nassauba. Ezt követően Havannába utaztak tovább és 1865. augusztus 6-án Kubából elindultak az Egyesült Királyság partjai felé. A katasztrófáknak még nem volt vége, ugyanis ez a hajó kigyulladt, mikor elhagyták a Virgin-szigetek egyikét, St. Thomast, és a személyzet csak üggyel-bajjal volt képes felülkerekedni a lángokon. Végül 1865. augusztus 30-án Judah Benjamin megérkezett Southampton kikötőjébe.

## Angliai életútja
Benjamin első három hetében Masonnek segített konföderációs ügyeket intézni. Ezután Párizsba utazott, hogy feleségét és lányát a háború kitörése óta első ízben meglátogassa. Barátai unszolására betársult egy francia kereskedőcégbe, de érezte, hogy ez a fajta karrier Seward és az Egyesült Államok figyelmét vonzaná magára. Ezért régi szakmáját folytatta inkább új hazájában, a brit korona jogásza lett. Mivel legtöbb vagyontárgyát megsemmisítették, vagy elkobozták, elsősorban megélhetést kellett teremteni maga és családja számára. Mivel a háború alatt gyapotot vásárolt, hogy blokádtörőkön Liverpool kikötőjébe hajózza, így rendelkezett némi tőkével az Egyesült Királyságban.
1866. január 13-án Benjamin jelentkezett a Lincoln's Innbe és nem sokkal később Charles Pollock, a pénzügyminiszter Pollock báró, Charles Edward Pollock fiának keze alatt jogot tanuljon. Pollock az apja utasítására vette szárnyai alá Benjamint. A tanonc 54 éve dacára, kezdetben kénytelen volt harminc évvel fiatalabb társaihoz hasonlóan húsz terminust, azaz három évet tanulással tölteni. Benjamin a The Timesban megjelent 1866 júniusi nekrológját idézve „a Konföderáció miniszterét nem kárhoztatták a szokás szerinti három év szűk esztendőre, hanem azonnal tárgyalótermi munkával látták el”.
Képzett jogászként Benjamin csatlakozott a Northern Circuit bírósági köréhez, mely magában foglalta Liverpoolt, ahová new orleansi és egyéb kereskedelmi kapcsolatai fűzték és a legtöbb hasznot tudta hajtani. Egyik elsőként vitt ügyében két korábbi konföderációs ügynököt védett az Egyesült Államok keresete ellen, mely kiadatásukért perelt. Noha az Amerikai Egyesült Államok vs. Wagner pert elvesztette, de az Amerikai Egyesült Államok vs. McRae ügyben 1869-ben győzedelmeskedett. Igen nagy szüksége volt a gyors sikerre, mert meglevő vagyonának nagy részét elvitte az Overland, Gurney és Tsai. cég csődje. Pénzügyi túléléséhez szükséges volt, hogy kolumnistaként írásokat közöljön a The Daily Telegraph újság hasábjain a nemzetközi kapcsolatok témájában.
Ruth Bader Ginsburg alkotmánybíró szerint, „louisianai karrierjéhez hasonlóan Benjamin új kollégái között is elismerést váltott ki a publikációival”. Egyik első anyagában egy biztosító számára összetett működési eljárást fektetett le, melynek elkészítését az előző szakértő a tekintélyes, kilátásba helyezett díj ellenére elutasította, mivel a leadási határidőt betarthatatlannak találta. Rövid tanulmányozás után Benjamin megírta a dokumentumot és egyetlen javítást, vagy törlést sem kellett rajta eszközölnie. 1868-ban publikálta A Treatise on the Law of Sale of Personal Property, With Reference to the American Decisions, to the French Code, and Civil Law (A magántulajdon eladásának kézikönyve az amerikai döntések, a francia jog és a polgári jog fényében) című munkáját. A könyvet röviden „Benjamin eladása” néven emlegették és mind Amerikában mind a brit szigeteken klasszikus művé vált, mely megalapozta jogi karrierjét. Benjamin 1884-es haláláig három kiadás kelt el belőle; 2010-ben pedig nyolcadszor is kiadták. Manapság Benjamin's áruelalása általános érvényű része a brit polgárjogok területén dolgozó jogászok törvénykönyvgyűjteménynek.
1867-ben Benjamint Davis, Lee és mások társaságában Richmondban megvádolták az Egyesült Államok elleni hadviseléssel. Az eseményt hamarosan elhallgattatták. Davis 1868-ban Londonba látogatott, óvadék ellenében szabadlábon, és Benjamin azt tanácsolta neki, hogy kerülje a jogi eszközökkel való fellépést egy Davist felhergelő könyv írója ellen, mert csak publicitást biztosítana neki. Benjamin levelezésben állt Davisszel, és találkozott a lázadást vezető elnökkel európai útjain, noha  már nem voltak olyan szoros viszonyban, mint a háború előtt.

1881-ben Benjamin képviselte Arthur Ortont a Tichborne-ügyben a Lordok Házában. Orton, egy ausztrál születésű hentes magát Sir Roger Tichborne bárónak adta ki, aki pár évvel azelőtt tűnt el. Orton állítása alátámaszása érdekében hamisan tanúskodott. Benjamin szerette volna a 14 év börtönre szóló ítéletet semmissé tenni, de nem sikerült ezt elérnie.

### Betegsége és halála

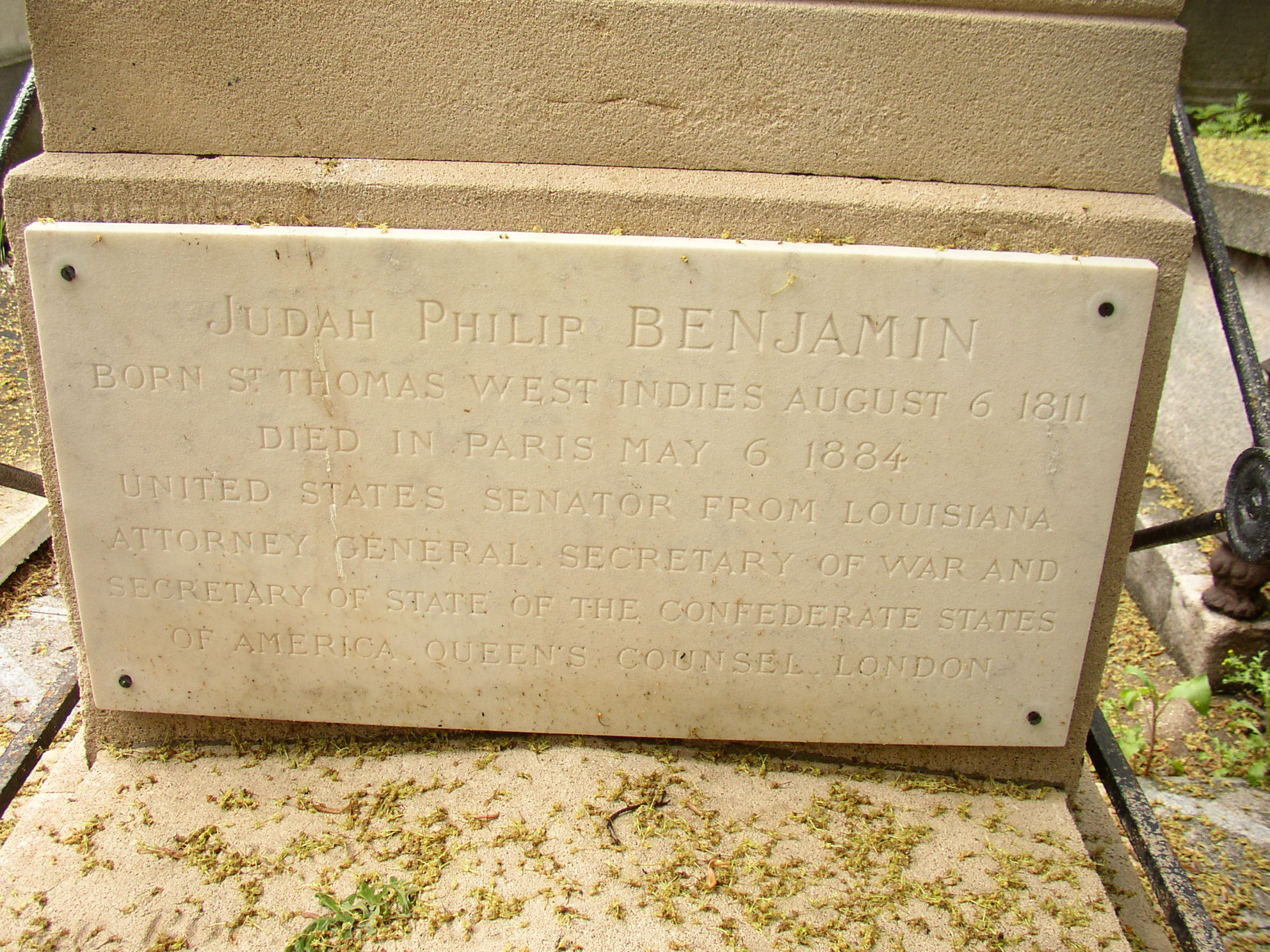
Benjamin sírja a Père Lachaise temetőben, Párizsban

Benjamin utolsó éveiben sokat betegeskedett. 1880-ban egy villamosról való lezuhanás miatt súlyosan megsérült Párizsban és cukorbetegségtől is szenvedett. 1882 végén Párizsban szívrohamot kapott, mire orvosa az aktív életviteltől való visszavonulást ajánlotta. Eléggé felgyógyult hozzá, hogy 1883 júniusában Londonba utazzon egy díszebédre, melyet a brit jogászok tiszteletére tartottak. Innen visszautazott Párizsba, ahol 1884-ben kiújultak szívproblémái. Natalie egy katolikus pappal feladtatta az utolsó kenetet zsidó férjének, mielőtt 1884. május 6-án meghalt. A temetési előkészületek alatt a holttestet egy templomban tartották, majd elhelyezték a Père-Lachaise temető St. Martin családi kriptájában. Sírja 1938-ig nem viselte a nevét, de ekkor a Konföderáció Leányai Egyesület párizsi csoportja emléktáblát helyezett el rajta.

## Fordítás
- Ez a szócikk részben vagy egészben  a   Judah P. Benjamin című angol Wikipédia-szócikk ezen változatának fordításán alapul.  Az eredeti cikk szerkesztőit annak laptörténete sorolja fel. Ez a jelzés csupán a megfogalmazás eredetét és a szerzői jogokat jelzi, nem szolgál a cikkben szereplő információk forrásmegjelöléseként.